# Hyperechia subfasciata
Hyperechia subfasciata är en tvåvingeart som beskrevs av Günther Enderlein 1930. Hyperechia subfasciata ingår i släktet Hyperechia och familjen rovflugor.
Artens utbredningsområde är Madagaskar. Inga underarter finns listade i Catalogue of Life.